# نادي لانس
نادي لانس (بالفرنسية: Racing Club de Lens) هو نادي كرة قدم فرنسي محترف تأسس عام 1906 يقع مقره في مدينة لنس الشمالية في مقاطعة با دو كاليه. يلقب بفريق الدم والذهب، ويأتي اللقب من ألوانه التقليدية من الأحمر والذهبي. منافسهم التقليديون هم جيرانهم الشماليون ليل، الذين يتنافسون معهم في ديربي الشمال. أشهر ألقابهم هو الفوز بالبطولة عام 1998.

## الانجازات

### محلياً
- الدوري الفرنسي الدرجة الأولى (مره واحده): 1997–98 ** الوصيف (4 مرات): 1955–56, 1956–57, 1976–77, 2001–02
- الدوري الفرنسي الدرجة الثانية (4 مرات): 1936–37, 1948–49, 1972–73, 2008–09
- كأس فرنسا ** الوصيف (3 مرات): 1948, 1975, 1998
- كأس الدوري الفرنسي (مرتان): 1994, 1999 ** الوصيف (مره واحده): 2008

## وصلات خارجية
- La Gailette: Racing Club de Lens' prolific academy – These Football Times (2015)